# Анна Майсенська
Анна Майсенська (нім. Anna von Meißen), також Анна Тюринзька (нім. Anna von Thüringen) або Анна Веттін (нім. Anna von Wettin; 1377 — 4 липня 1395) — представниця династії Веттінів XIV сторіччя, донька маркграфа Майсену та ландграфа Тюрингії Балтазара й Маргарити Нюрнберзької, перша дружина курфюрста Саксонії Рудольфа III.

## Біографія
Народилась у 1377 році. Була донькою маркграфа Майсену та ландграфа Тюрингії Балтазара та його дружини Маргарити Нюрнберзької. Мала молодшого брата Фрідріха. Основною резиденцією сім'ї був замок Грімменштайн у Готі, мисливським будиночком та другорядною резиденцією служив замок Теннеберг на півночі Тюринзького Лісу.

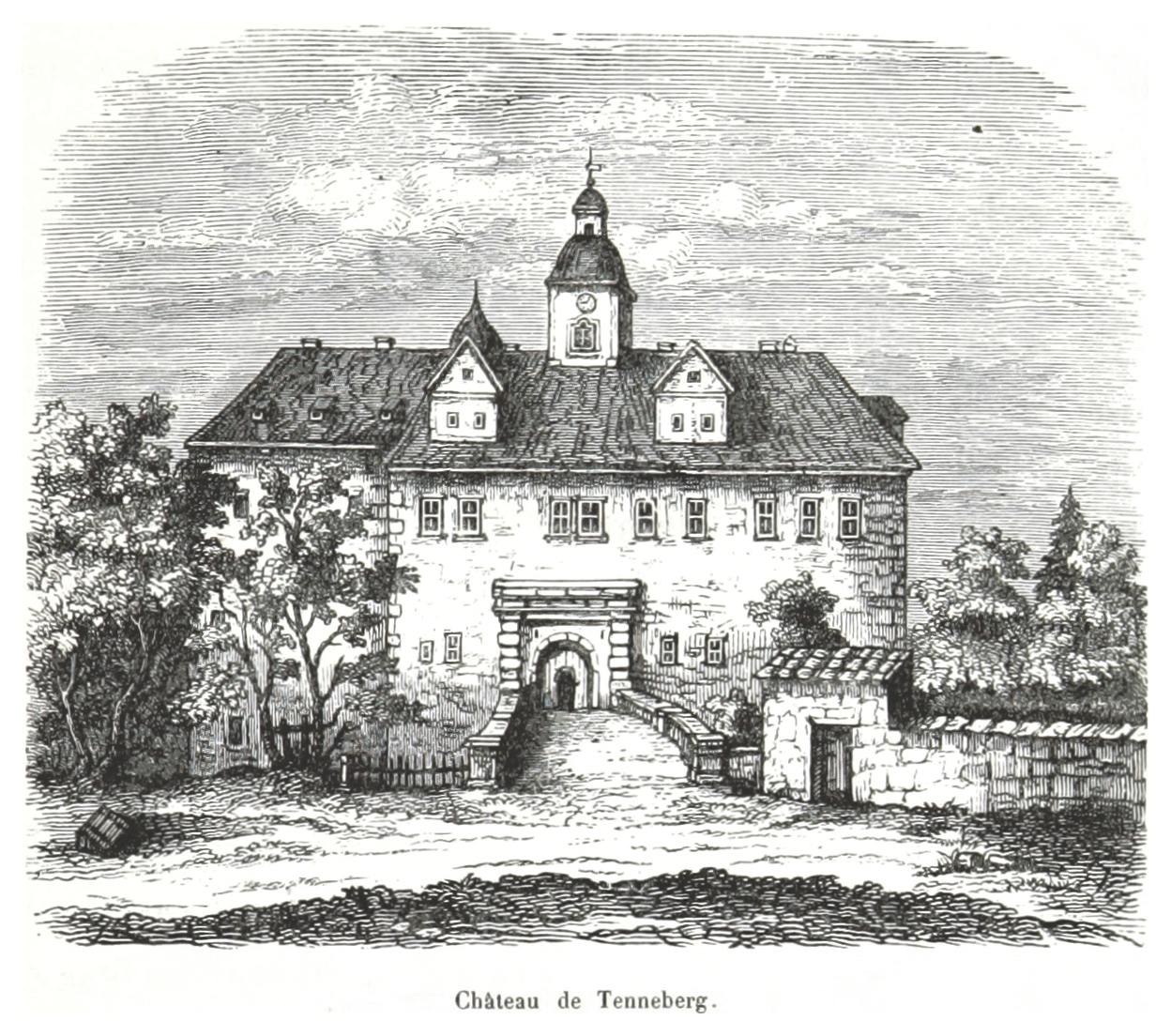
Замок Теннеберг

Батько був ветераном Столітньої війни, в якій бився на боці англійського короля Едуарда III та був посвячений у лицарі. У листопаді 1382 року він брав участь у Хемницькому розділі земель Веттінів.
Анна була видана заміж за курфюрста Саксонії Рудольфа III. Весілля відбулося до 30 листопада 1389 року. В подружжя народилася єдина донька: Схоластіка (між 1391 та 1395—1463) — дружина князя Глогувського, Жаганьського та Пшевузького Яна I, мала десятеро дітей.
У 1395 році її чоловік почав міжусобну війну з архієпископом Магдебургу Альбрехтом IV. 4 липня того ж року курфюрстіни не стало. Була похована у Віттенберзі.
Рудольф за кілька місяців узяв другий шлюб із сілезькою княжною Барбарою.